# Sittwe

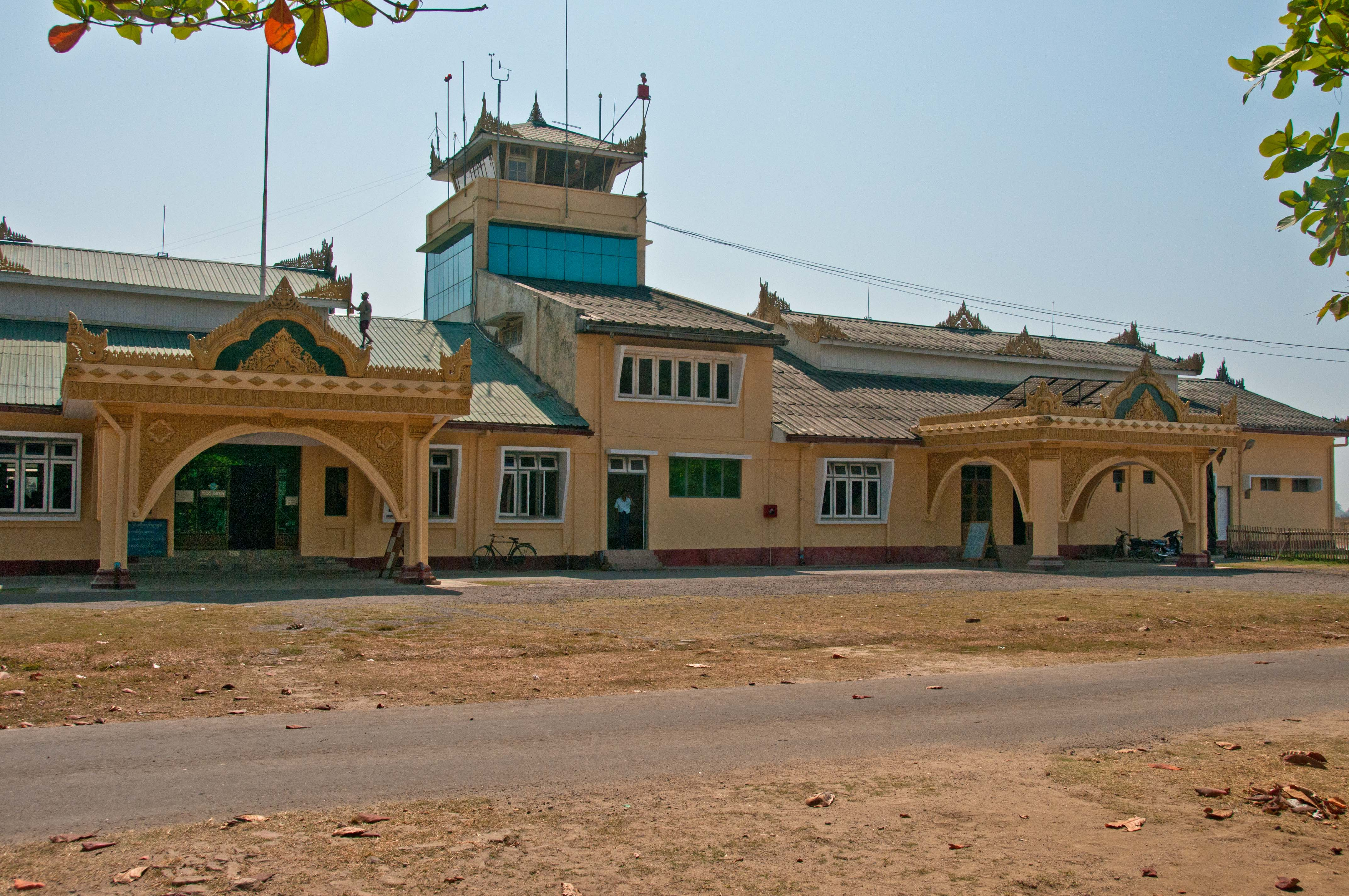
Sittwe Airport

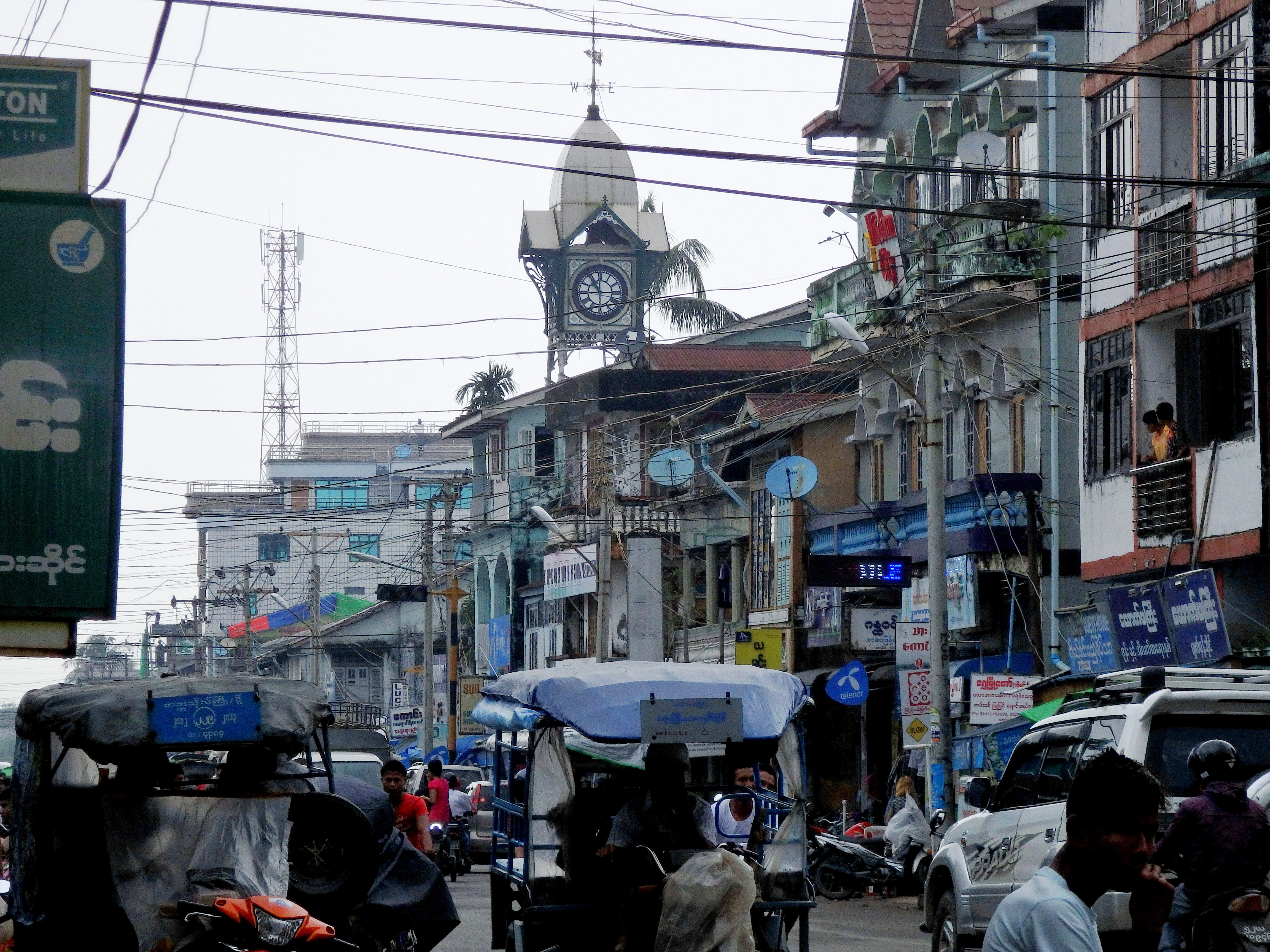
Stadtzentrum von Sittwe

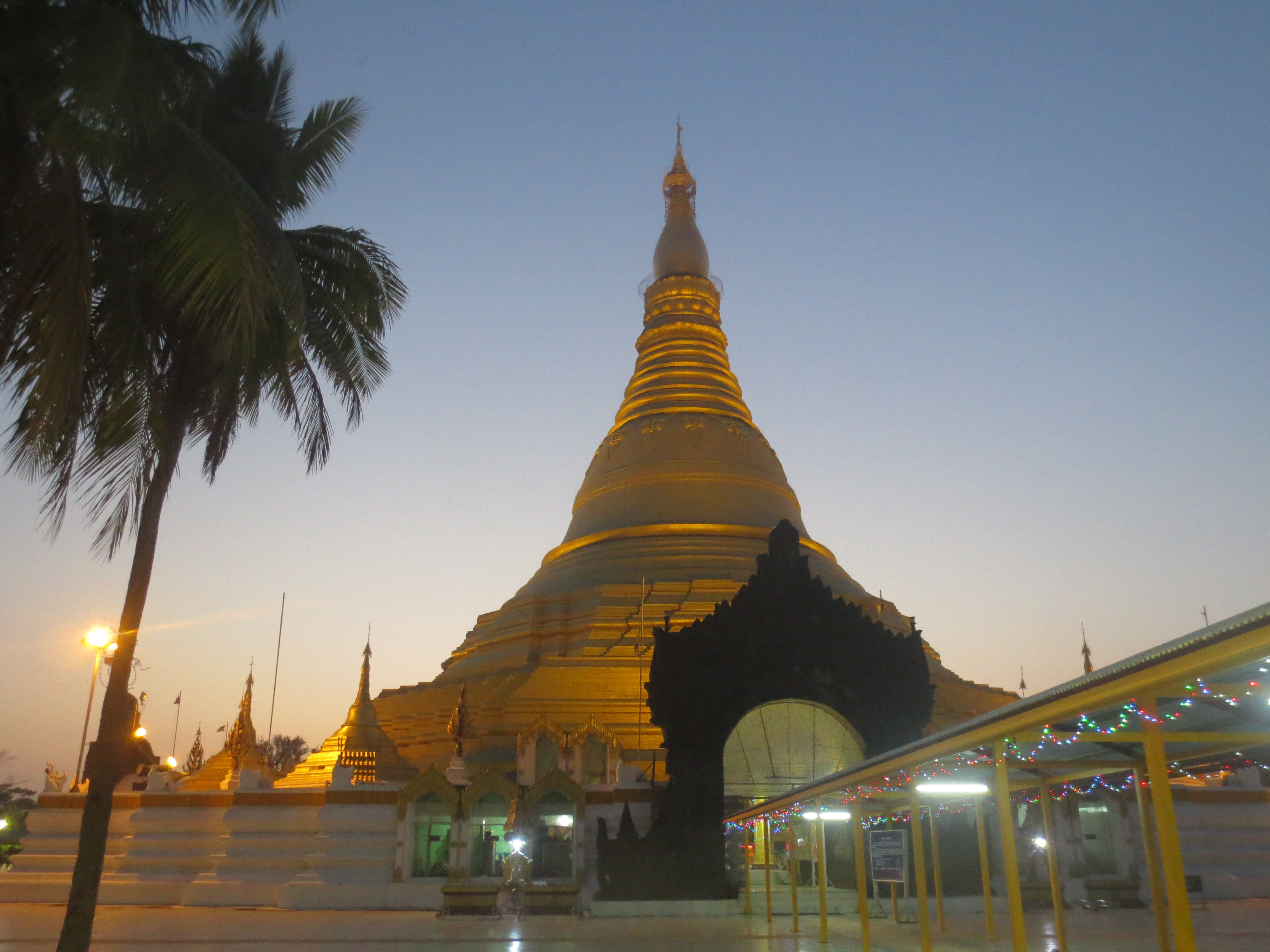
Pagode von Sittwe

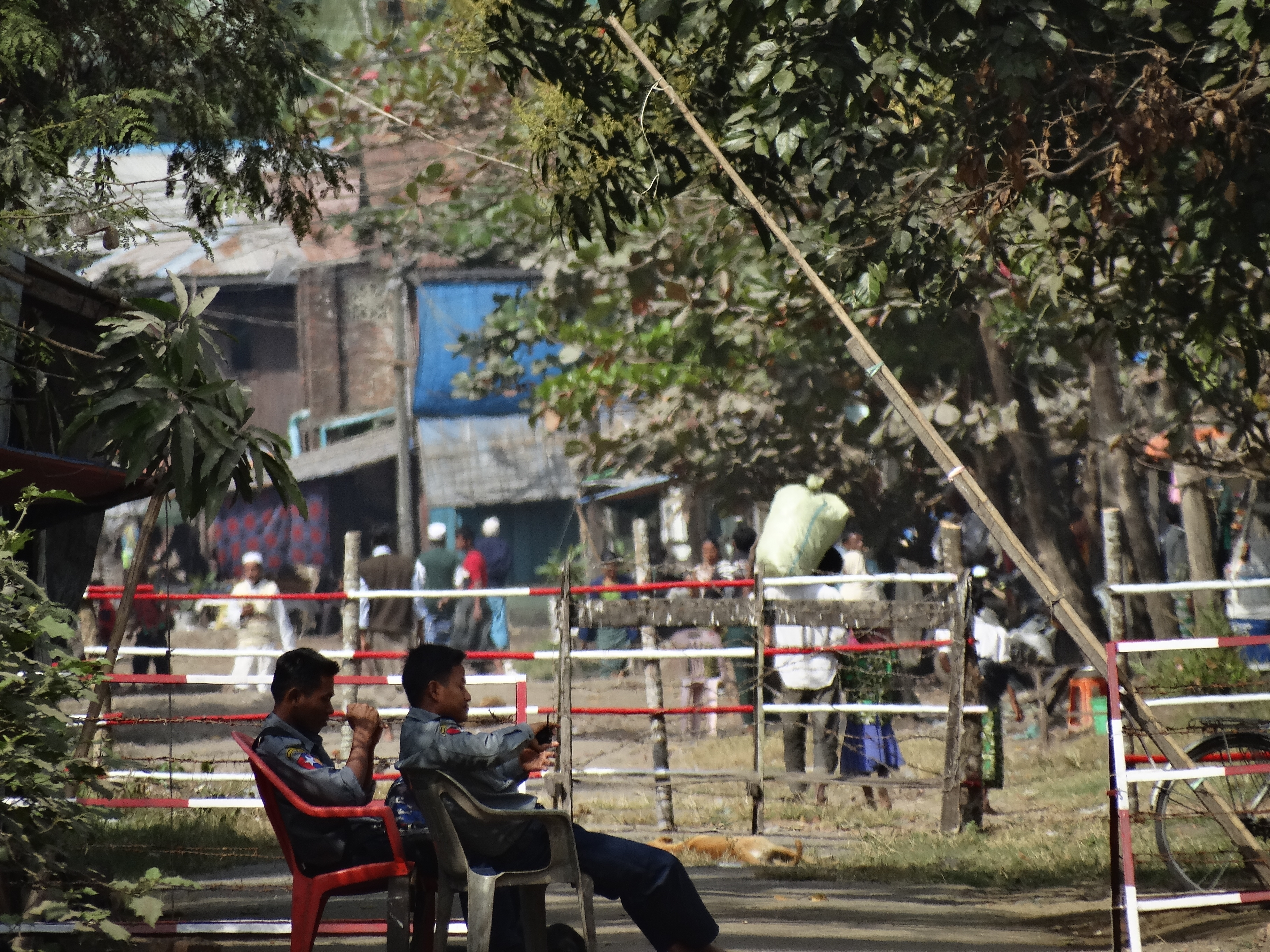
Eingang zu einem von der Polizei bewachten IDP Lagers bei Sittwe

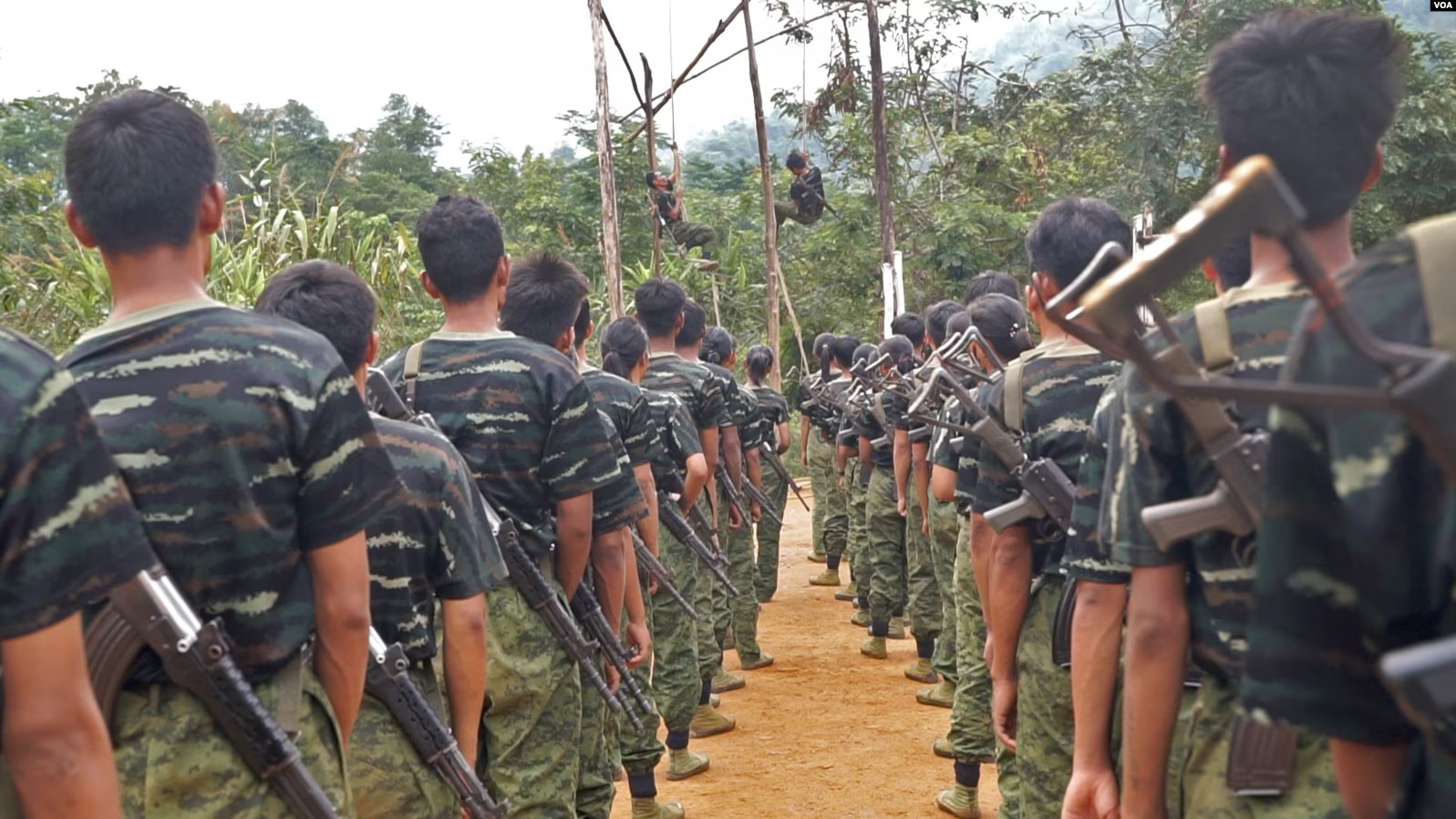
Mitglieder der AA im Trainingslager der KIA in Laiza. Seit 2024 belagert die AA Sittwe. Die KIA gilt als enger Verbündeter der AA und bildet und rüstet diese aus.

Sittwe, bis 1989 Akjab (birmanisch စစ်တွေမြို့, BGN/PCGN: sittwemyo) ist die Hauptstadt des Rakhaing- bzw. Arakanstaates in Myanmar und bildet zugleich den Haupthafen an der Ostküste der Insel Akjab sowie an der Mündung des Flusses Kaladan (oder Kualadan).

## Geschichte
Das Gebiet des heutigen Sittwe war bis 1784 Bestandteil des Arakan Reiches. In diesem Jahr wurde es von Burma, dem heutigen Myanmar erobert. Eine bedeutende Schlacht zwischen den Burmesen Truppen unter der Führung von König Bodawpaya und arakaneischen Verteidigern fand in der Gegend von Sittwe statt. Die Arakanesen wurden dabei vernichtend geschlagen. Nach der Schlacht war der Weg der burmesischen Landungstruppen in die Hauptstadt Mrauk U frei. Nach dem Ersten Anglo-Birmanischen Krieg 1824 kam das Gebiet um Sittwe 1826 durch den Vertrag von Jandabu unter britische Herrschaft. Zu Beginn der Herrschaft der Briten bestand das Gebiet des heutigen Sittwe aus unbedeutenden Fischerdörfern. Die Gegend verfügte aber über 4 Stupas aus dem 16. Jahrhundert mit Namen Akyattaw, Thingyittawdhāt, Letyatalundaw, und Letwetalundaw. Die heutige Stadt wurde am 12. Januar 1826 von den Briten als Akyab gegründet. Sie hatte 15.536 Einwohner. Die Briten bauten die Fischerdörfer und den Hafen aus. Auch ein Gefängniß wurde im Süden der Stadt errichtet. Insbesondere wurde hier viel mit Reis gehandelt. Die britische Kolonialmacht ermutigte muslimische Bewohner aus dem heutigen Bangladesh sich in Sittwe niederzulassen. Bangladesh war Teil der Kolonie Indien des britischen Reiches. Aber bereits im Arakan Reich gab es eine bedeutende muslimische Minderheit im Gebiet des heutigen Sittwe. Dies stellte der britische Geograph Dr. Francis Buchanan-Hamilton 1799 fest.
In der Verfassung von Myanmar 2008 wird Sittwe zur Hauptstadt des Arakanstaates erklärt. 2009 startete die indische Regierung ein großangelegtes Projekt, dass Kaladan Multi-Modal Transit Transport Project (kurz KMTTP). Die indische Regierung investierte 120 Millionen Dollar in den Hafen der Stadt. Das KMTTP sollte die Versorgung der östlichen Gebiete von Indien verbessern und umfasste neben dem Ausbau des Hafens Autobahnen entlang des Kaladan Flusses nach Mizoram und Manipur. Auch der Kaladan wurde von Indien schiffbar gemacht. Der erweiterte Hafen ging 2022 in Betrieb. Eine regelmäßige Schiffsverbindung zwischen Kalkutta und Sittwe wurde eingerichtet. Im Hafen wurden die Waren auf Binnenschiffe umgeladen und nach Paletwa transportiert. 2024 musste der Betrieb aufgrund von Kampfhandlungen unterbrochen werden.
Bis 2012 hatte Sittwe eine große Rohingya Minderheit. Laut Angaben der Harvard-Universität waren 73.000 Bewohner von Sittwe muslimischen Glaubens. Viele der muslimischen Einwohner wurden nach Bangladesh vertriben oder wurden in Lagern gefangen gehalten. Dörfer in der Umgebung von Sittwe wurden niedergebrannt, viele Einwohner getötet. Es wird vermutet, dass bis zu 110.000 Menschen in sogenannten IDP Lagern um Sittwe festgehalten wurden. Time bezeichnete die Lager als Konzentrationslager, nicht als Flüchtlingslager. Die Bewohner durften die Lager nicht verlassen, keiner Arbeit nachgehen und sie wurden nicht ausreichend versorgt und keine Bildung den Kindern angeboten. In Sittwe selber gab es nach den Ausschreitungen gegen die Rohingya keine Bevölkerung muslimischen Glaubens mehr im Stadtgebiet. Laut Harvard wurden sämtliche Moscheen in Sittwe geschlossen, niedergebrannt, vandaliert und der Zugang durch das Militär blockiert. Die Ruinen werden der Natur überlassen und verwildern zunehmend.
Stand 2025 wurden große Teile des Arakanstaates von der Arakan Army (kurz AA) kontrolliert. Die Regierung kontrollierte nur kleine Gebiete um Sittwe und um die Städte Kyaukphyu und Munaung. 14 der 17 Bezirkshauptstädte befanden sich unter der Kontrolle der AA, welche eine eigene Verwaltung in diesen Gebieten errichtet hatte. Die AA war 2009 mit Hilfe der Kachin Independence Army (kurz KIA) gegründet worden und strebt eine größtmögliche Unabhängigkeit des Rakhaing-Staates von der Zentralregierung an. Analysten gingen 2025 davon aus, dass die AA den gesamten Staat und damit Sittwe übernehmen könnten, da sie eine massive Operation gegen Sittwe vorbereiteten. Die Regierung kontrollierte 2025 nur ein kleines Gebiet nördlich der Stadt, die AA drang bis zu 4 Kilometer an das Stadtzentrum vor. Sittwe konnte 2025 nur durch die Luft und durch Schiffe versorgt werden. Die Versorgung der Stadt erfolgte primär durch Fallschirmabwũrfe. Die meisten Bewohner versuchten aus dem Kampfgebiet zu fliehen, was von Regierungstruppen verhindert wurde. Die AA ist mit weitreichender Artillerie und gepanzerten Fahrzeugen ausgestattet und verfügt über eine große Anzahl an Drohnen.
Ob es zu einer Zusammenarbeit zwischen der AA und der indischen Regierung wegen des KMTTP kommen wird, war 2025 fraglich. In diesem Jahr waren alle Straßenverbindungen des KMTTP unter der Kontrolle der AA und diverser Chin Rebellengruppen. Die indische Regierung lehnte bis 2024 Verhandlungen mit Nichtregierungsorganisationen, also mit der AA und den Chin Rebellen ab. Im November 2024 kam es zu ersten Gesprächen zwischen der AA, den Chin Rebellen und der indischen Regierung. Diese hatte 500 Millionen Dollar in Straßen, welche nun unter der Kontrolle der AA und den Chin standen investiert.
2024 begann das Militär eine Rekrutierungskampagne in den IDP Lagern der Rohingya in Sittwe. 12 Jahre davor hatte dasselbe Militär genau dieselben Rohingyas bekämpft. Jetzt benötigten sie Ihre Hilfe im Kampf gegen die AA.

## Verkehr
Sittwe hat aufgrund des großen und sicheren Hafens eine für die Schifffahrt günstige Lage. Der Flughafen ist der Sittwe Airport (IATA: AKY, ICAO: VYSW). Es gibt eine schiffbare Verbindung nach Paletwa. Im Rahmen des KMTTP errichtete die indische Regierung das Paletwa Inland Water Transport Terminal am Kaladan-Fluss. Von dort wurde von der indischen Regierung der Paletwa-Mizoram Highway errichtet. Obwohl Paletwa im Chin-Staat liegt und nicht im Arakan Staat wurde es 2025 von der AA kontrolliert.

## Bildung
- Sittwe Universität
- Technische Universität, Sittwe[18]

## Klimatabelle
|                       | Jan  | Feb  | Mär  | Apr  | Mai  | Jun  | Jul  | Aug  | Sep  | Okt  | Nov  | Dez  |   |      |
| Mittl. Tagesmax. (°C) | 27,1 | 28,9 | 31,2 | 32,7 | 32,2 | 29,8 | 29,0 | 29,0 | 30,0 | 30,6 | 29,2 | 27,0 | ⌀ | 29,7 |
| Mittl. Tagesmin. (°C) | 14,9 | 16,1 | 20,1 | 24,0 | 25,4 | 25,2 | 24,9 | 24,8 | 25,1 | 24,4 | 21,5 | 17,0 | ⌀ | 22   |
|                       |      |      |      |      |      |      |      |      |      |      |      |      |   |      |
| Niederschlag (mm)     | 2    | 4    | 11   | 50   | 391  | 1151 | 1399 | 1134 | 577  | 286  | 130  | 19   | Σ | 5154 |
|                       |      |      |      |      |      |      |      |      |      |      |      |      |   |      |
| Luftfeuchtigkeit (%)  | 74   | 69   | 70   | 72   | 74   | 89   | 92   | 92   | 88   | 84   | 80   | 79   | ⌀ | 80,3 |

| 14,9 |

| 16,1 |

| 20,1 |

| 24,0 |

| 25,4 |

| 25,2 |

| 24,9 |

| 24,8 |

| 25,1 |

| 24,4 |

| 21,5 |

| 17,0 |

| 14,9 |

| 16,1 |

| 20,1 |

| 24,0 |

| 25,4 |

| 25,2 |

| 24,9 |

| 24,8 |

| 25,1 |

| 24,4 |

| 21,5 |

| 17,0 |

## Persönlichkeiten
- Hector Hugh Munro, englischer Schriftsteller (1870–1916), in Akjab geboren.